# 全球骄傲
全球骄傲（英語：Global Pride）是一场线上同志骄傲活动，于2020年6月27日举行。由于2019冠状病毒病疫情在全球蔓延，促使许多国家不得不采取对公众聚会活动实行社交隔离政策，这也导致大多数的传统同志骄傲运动被迫取消。为了应对这一情况，才改为在线举办同志骄傲运动。全球骄傲的特色在于由世界各地的LGBT社群团体及骄傲委员会组织各类社会及文化节目的网络直播。根据欧洲骄傲组织者联合会（European Pride Organizers Association）的数据显示，全球约有500场传统同志骄傲活动在疫情期间被取消。
而根据“国际骄傲组织”负责人安德鲁·贝克（Andrew Baker）的说法，“从数字技术角度出发，我们拥有了参与时下隔离时期的工具。我们的社群正面临着一个以更有意义方式做到这点的机会；同时我们社群也面临着一系列的提醒，即我们为何拥有这些能力。”

## 活动概况
全球骄傲由国际骄傲组织和欧洲骄傲组织者联合会共同牵头，德国CSD组织、加拿大骄傲组织、拉美骄傲组织（Orgullo Latin America）、瑞典骄傲组织（Svenska Pride）、悉尼同性骄傲狂欢节组织、英国骄傲组织者网络（UK Pride Organisers Network）和美国骄傲联合会（US Association of Prides）作为各自所负责同志骄傲活动的协调者参与其中。计划参与这次线上直播活动表演的艺术家有帕布洛·薇塔、艾娃·马克斯、奥莉维亚·纽顿-约翰、黛博拉·考克斯、克里斯汀·W、希尔玛·休斯顿、布莱特·莱特·布莱特·莱特、科妮·娅、史蒂夫·格兰德、蕾切尔·赛琪、亚当·兰伯特、南方小鸡、格雷格·古尔德和伊纳雅·戴等，以及同时会播出一个向LGBT历史重要指标人物乔治·迈克尔致敬的视频。而在这次线上活动致辞的政治或社会人物有哥斯达黎加总统卡洛斯·阿尔瓦拉多·奎沙达、挪威首相埃尔娜·索尔贝格、卢森堡首相格扎维埃·贝泰尔、苏格兰首席部长妮古拉·斯特金、印度古吉拉特邦拉杰皮普拉摩诃罗阇和LGBT活动家曼文德拉·辛格·戈希尔王子。